# 家族はつらいよ
『家族はつらいよ』（かぞくはつらいよ）は、2016年から2018年に公開された日本の喜劇映画のシリーズ。全3作。監督は山田洋次。
シリーズ1作目となる『家族はつらいよ』が2016年3月12日に公開された。山田洋次監督の85本目の映画である。2作目となる『家族はつらいよ2』が2017年5月27日に、3作目となる『妻よ薔薇のように 家族はつらいよIII』が2018年5月25日に公開された。

## 概要
シリーズ1作目となる『家族はつらいよ』は山田洋次監督にとって『男はつらいよ 寅次郎紅の花』以来21年ぶりの喜劇映画。タイトルも「男はつらいよ」から来ている。
熟年離婚がテーマとなっており、2013年の『東京家族』と同じ家族のキャストで描いている。丸山歩夢、小林稔侍、風吹ジュンも『東京家族』と同じ役で出演している。
劇中では『東京家族』や『男はつらいよ』のポスターが貼ってあったり、『男はつらいよ』の主題歌が唄われDVDが並んでいたりする場面がある。
2016年、2作目の製作が発表され、無縁社会がテーマとして描かれる。2017年5月27日に『家族はつらいよ2』のタイトルで公開された。
2017年、3作目の製作が発表され、「主婦への賛歌」をテーマとして描かれる。2018年5月25日に『妻よ薔薇のように 家族はつらいよIII』と題して公開された。題名は、女性の生き方を描いてきた成瀬巳喜男監督の1935年（昭和10年）の作品『妻よ薔薇のやうに』へのオマージュとなっている。
また、2017年には、俳優の黄磊（ホアン・レイ）の初監督により、『麻煩家族』（マーファンジャーズー）のタイトルで中国映画としてリメイクされた。黄磊は主演も務めた。

## あらすじ

### 『家族はつらいよ』
熟年夫婦の離婚騒動をめぐって家族はつらいという題材を舞台に話が展開していく。夫が誕生日をもうすぐ迎えようとする妻に何か欲しいものはないかと尋ねるが、その答えは何と「離婚届」だった。一方、長女夫婦は泰蔵（長女の夫）が骨董趣味で購入したお皿のことで成子（長女）ともめていたが、長男夫婦（幸之助・史枝）から両親（周造・富子）の離婚問題を聞いて、次男（庄太）を交え、長男の息子二人抜きの大人だけによる「家族会議」を開くことになったが、事情を知らない庄太が恋人の憲子を親兄弟に紹介しに実家に来たものだから、成り行きで憲子も「家族会議」に参加することになったが、周造が途中で卒倒して離婚どころか会議できる状態でなくなった。

### 『家族はつらいよ2』
離婚騒動から数年、周造はマイカーでの外出を楽しみのひとつとしていたが、車には新たな傷が絶えず、家族はいつか大事故を起こすのではないかと心配する。運転免許を返上するよう説得を試みるが失敗、周造は家族の姑息なやり方に激怒し、死ぬまで運転を続けるとますます意固地になってしまう。不穏な空気に包まれる平田家であったが、そんな中、恐れていた事態が起きてしまう。周造は、行きつけの飲み屋の女将かよとお忍びのデートドライブ中にダンプカーに追突事故を起こしてしまう。これを知った幸之助はついに家族会議を招集の決定。一方、周造はドライブ中に偶然、旧友の丸田と出会う。かつて呉服屋の息子で女子生徒からもモテていた丸田であったが、70歳を超えた今、彼は工事現場で棒ふりをしながら生活費を稼ぎ、ボロボロのアパートで孤独に暮らしていた。丸田を哀れに思った周造は旧友を集め、丸田を励ます会を開く。久しぶりに美味い酒を飲み上機嫌に酔っぱらった丸田は、周造に連れられて平田家に泊まることになったのだが、朝目が覚めると大変な事態になっていた。丸田との再会を経て周造は、自分が幸せであったことに気付いていく。

### 『妻よ薔薇のように 家族はつらいよIII』
ある日の昼下がり、史枝が家事の合間に居眠りをしている間に泥棒が入り、史枝が冷蔵庫内に隠していたへそくりが盗まれる。「俺の稼いだ金でへそくりをしていたのか!」と夫からの心ない言葉に史枝は溜まっていた不満を爆発させ、家を飛び出す。主婦がいなくなった平田家は大混乱に陥り、体調の優れない富子に代わって周造が不慣れな家事に挑戦するものの、長続きしない。一同は史枝の存在のありがたみを実感するが、史枝が帰ってくる兆しは一向になく、平田家崩壊の危機に家族会議を緊急召集する。

## 登場人物

### シリーズ共通
主要人物
平田周造（ひらたしゅうぞう）
演 - 橋爪功
父。
平田富子（ひらたとみこ）
演 - 吉行和子
母。周造の妻。
平田幸之助（ひらたこうのすけ）
演 - 西村雅彦→西村まさ彦
長男。商社の中間管理職。
平田史枝（ひらたふみえ）
演 - 夏川結衣
幸之助の妻。主婦。
金井成子（かないしげこ）
演 - 中嶋朋子
長女。税理士。
金井泰蔵（かないたいぞう）
演 - 林家正蔵
成子の夫。妻の事務所の雑務担当。
平田庄太（ひらたしょうた）
演 - 妻夫木聡
次男。ピアノ調律師。
間宮憲子（まみやのりこ） → 平田憲子（ひらたのりこ）
演 - 蒼井優
庄太の恋人→妻（第2作から）。看護師。
加代（かよ）
演 - 風吹ジュン
居酒屋「かよ」の女将。周造の行きつけの店の美人女将。

その他
平田謙一
演 - 中村鷹之資 / 大沼柚希（第3作）
幸之助の長男。
平田信介
演 - 丸山歩夢 / 小林颯（第3作）
幸之助の次男。
鰻屋
演 - 徳永ゆうき
鰻屋「うな茂」の配達担当従業員。
中村
演 - 藤山扇治郎（第2作から）
所轄署の新米巡査。

### 『家族はつらいよ』（登場人物）
- 岡本富士太
- 探偵事務所職員 - 広岡由里子
- 近藤公園
- 北山雅康
- 関時男
- 高村 - 木場勝己
- 沼田（周造の旧友、沼田探偵事務所の所長） - 小林稔侍
- 警備員（庄太の職場の人） - 笹野高史
- 医師 - 笑福亭鶴瓶（特別出演）

### 『家族はつらいよ2』（登場人物）
- 丸田吟平（周造の旧友） - 小林稔侍
- 向井（周造の旧友） - 有薗芳記
- 日取(刑事) - 劇団ひとり
- アパート大家 - 広岡由里子
- 工事現場主任 - 近藤公園
- ダンプカー運転手 - オクダサトシ
- 葬儀社職員 - 北山雅康
- 火葬場作業員 - 笑福亭鶴瓶（特別出演）
- 池田道枝、上杉二美、華岡陽子、高橋ひろ子、大原真理子、増子倭文江、一谷真由美、中條サエ子、中平良夫、永幡洋、岡本瑞恵、岩倉高子、野村昇史、久松夕子、若林久弥　ほか
- 金井加奈（成子の長女） - 中山凜香[11]

### 『妻よ薔薇のように 家族はつらいよIII』（登場人物）
- 角田(産婦人科の医師、平田周造の旧友。)：小林稔侍
- 泥棒(空き巣)：笹野高史
- 高村：木場勝己
- タクシー運転手：笑福亭鶴瓶（特別出演）
- 刑事：立川志らく
- 下田友子(平田史枝の故郷の実家の向いの家のおばさん)：広岡由里子
- 徹：北山雅康
- 杏子(平田史枝の故郷の親友)：小川絵莉

## オールスタッフ
- 監督 - 山田洋次
- 脚本 - 山田洋次 / 平松恵美子
- 音楽 - 久石譲
- 撮影 - 近森眞史
- 美術 - 倉田智子
- 照明 - 渡邊孝一
- 編集 - 石井巌
- 録音 - 岸田和美
- 音響効果 - 帆苅幸雄
- 予告編ナレーター　- キートン山田、一龍斎貞友、他
- 記録 - 鈴木敏夫
- 助監督 - 佐々江智明、平松恵美子、濱田雄一郎、豊福昌仁、高崎信久、木戸大地、山下颯大
- 製作担当 - 杉浦敬
- タイトルデザイン - 横尾忠則
- VFXスーパーバイザー - オダイッセイ
- スタント - 炭竃浩司
- 光学録音 - 東京テレビセンター
- 現像 - 東京現像所
- スタジオ - 東宝スタジオ
- ラインプロデューサー - 相場貴和、岩田均
- プロデューサー - 深澤宏、三好英明
- 制作・配給 - 松竹
- 制作プロダクション - 松竹撮影所 東京スタジオ
- 制作協力 - 松竹映像センター
- 製作 - 「家族はつらいよ」製作委員会（松竹、住友商事、テレビ朝日、木下グループ、博報堂DYメディアパートナーズ、松竹ブロードキャスティング、読売新聞東京本社、博報堂、朝日放送[注 2]、日本出版販売、GYAO、メ〜テレ、講談社、九州朝日放送、北海道テレビ放送）

## 受賞歴
『家族はつらいよ』
- 第40回日本アカデミー賞（2017年）
  - 優秀作品賞
  - 優秀脚本賞（山田洋次 / 平松恵美子）
  - 優秀撮影賞（近森眞史）
  - 優秀照明賞（渡邊孝一）
  - 優秀美術賞（倉田智子）
  - 優秀録音賞（岸田和美）
  - 優秀編集賞（石井巌）

- 第8回TAMA映画賞（2016年）
  - 最優秀女優賞（蒼井優）

『家族はつらいよ2』
- 第41回日本アカデミー賞（2018年）
  - 優秀脚本賞（山田洋次 / 平松恵美子）
  - 優秀助演男優賞（西村雅彦）
  - 優秀助演女優賞（夏川結衣）
  - 優秀撮影賞（近森眞史）
  - 優秀照明賞（渡邊孝一）
  - 優秀美術賞（倉田智子 / 小林久之）
  - 優秀録音賞（岸田和美）
  - 優秀編集賞（石井巌）

## 関連商品
『家族はつらいよ』
- 小説（作：小路幸也、2015年12月15日発売、講談社文庫、ISBN 978-4-06-293284-4）
- サウンドトラック（2016年3月9日発売、Universal Sigma、UMCK-1538）
- DVD / Blu-ray （2016年8月3日発売）
  - 初回限定豪華版には特典ディスク（メイキング、イベント映像収録）つき。

『家族はつらいよ2』
- 小説（著：小路幸也、2017年3月15日発売、講談社文庫、ISBN 978-4-06-293568-5）
- サウンドトラック（2017年5月31日発売、Universal Sigma、UMCK-1567）
- Blu-ray / DVD（2017年11月3日発売）
  - 豪華版（初回限定生産）Blu-rayは特典ディスク（メイキング、イベント映像収録）つき。

『妻よ薔薇のように 家族はつらいよIII』
- 小説（著：小路幸也、2018年3月15日発売、講談社文庫、ISBN 978-4-06-293881-5）
- サウンドトラック（2018年5月23日発売、Universal Sigma、UMCK-1599）
- ブルーレイ / DVD（2018年11月7日発売）
  - 豪華版（初回限定生産）ブルーレイは特典ディスク（メイキング、イベント映像集）つき。

## テレビ放送
『家族はつらいよ』
『家族はつらいよ2』の公開を記念するかたちで、テレビ朝日ほか一部系列局で放送された。
| 放送対象地域   | 放送局         | 系列           | 放送日        | 放送日時           | 備考   |
| -------------- | -------------- | -------------- | ------------- | ------------------ | ------ |
| 関東広域圏     | テレビ朝日     | テレビ朝日系列 | 2017年5月20日 | 土曜 12:00 - 14:25 | [注 4] |
| 岩手県         | 岩手朝日テレビ | テレビ朝日系列 | 2017年5月20日 | 土曜 12:00 - 14:25 |        |
| 福島県         | 福島放送       | テレビ朝日系列 | 2017年5月20日 | 土曜 12:00 - 14:25 |        |
| 長野県         | 長野朝日放送   | テレビ朝日系列 | 2017年5月20日 | 土曜 12:00 - 14:25 |        |
| 石川県         | 北陸朝日放送   | テレビ朝日系列 | 2017年5月20日 | 土曜 12:00 - 14:25 |        |
| 香川県・岡山県 | 瀬戸内海放送   | テレビ朝日系列 | 2017年5月20日 | 土曜 12:00 - 14:25 |        |
| 鹿児島県       | 鹿児島放送     | テレビ朝日系列 | 2017年5月20日 | 土曜 12:00 - 14:25 |        |
| 沖縄県         | 琉球朝日放送   | テレビ朝日系列 | 2017年5月20日 | 土曜 12:00 - 14:25 |        |
| 北海道         | 北海道テレビ   | テレビ朝日系列 | 2017年5月20日 | 土曜 11:59 - 14:25 |        |
| 長崎県         | 長崎文化放送   | テレビ朝日系列 | 2017年5月20日 | 土曜 13:00 - 15:30 |        |
| 新潟県         | 新潟テレビ21   | テレビ朝日系列 | 2017年5月20日 | 土曜 14:00 - 16:25 |        |
| 宮城県         | 東日本放送     | テレビ朝日系列 | 2017年5月26日 | 金曜 14:00 - 16:50 |        |
| 福岡県         | 九州朝日放送   | テレビ朝日系列 | 2017年5月26日 | 金曜 14:30 - 16:50 |        |
| 大分県         | 大分朝日放送   | テレビ朝日系列 | 2017年5月27日 | 土曜 13:00 - 15:30 |        |
| 中京広域圏     | メ〜テレ       | テレビ朝日系列 | 2017年6月03日 | 土曜 12:00 - 14:15 |        |
| 近畿広域圏     | 朝日放送       | テレビ朝日系列 | 2017年6月03日 | 土曜 14:00 - 16:25 |        |

『家族はつらいよ2』

『妻よ薔薇のように 家族はつらいよIII』の公開にあわせて、テレビ朝日ほか一部系列局にて地上波初放送。また、BSデジタル放送のBS朝日でも放送。
視聴率は関東地区で7.0%を記録した(ビデオリサーチ調べ)。
放送日時が早い順に記載。
| 放送対象地域   | 放送局           | 系列           | 放送日       | 放送日時           | 備考   |
| -------------- | ---------------- | -------------- | ------------ | ------------------ | ------ |
| 中京広域圏     | メ〜テレ         | テレビ朝日系列 | 2018年6月2日 | 土曜 12:00 - 14:20 |        |
| 福島県         | 福島放送         | テレビ朝日系列 | 2018年6月2日 | 土曜 12:00 - 14:25 |        |
| 静岡県         | 静岡朝日テレビ   | テレビ朝日系列 | 2018年6月2日 | 土曜 12:00 - 14:25 |        |
| 近畿広域圏     | 朝日放送テレビ   | テレビ朝日系列 | 2018年6月2日 | 土曜 12:00 - 14:25 |        |
| 関東広域圏     | テレビ朝日       | テレビ朝日系列 | 2018年6月2日 | 土曜 12:30 - 14:55 | [注 5] |
| 香川県・岡山県 | 瀬戸内海放送     | テレビ朝日系列 | 2018年6月2日 | 土曜 12:30 - 14:55 |        |
| 大分県         | 大分朝日放送     | テレビ朝日系列 | 2018年6月2日 | 土曜 13:00 - 15:25 |        |
| 長野県         | 長野朝日放送     | テレビ朝日系列 | 2018年6月2日 | 土曜 13:00 - 15:30 |        |
| 秋田県         | 秋田朝日放送     | テレビ朝日系列 | 2018年6月2日 | 土曜 14:00 - 16:25 |        |
| 沖縄県         | 琉球朝日放送     | テレビ朝日系列 | 2018年6月2日 | 土曜 15:00 - 17:25 |        |
| 岩手県         | 岩手朝日テレビ   | テレビ朝日系列 | 2018年6月2日 | 土曜 26:30 - 28:25 |        |
| 鹿児島県       | 鹿児島放送       | テレビ朝日系列 | 2018年6月3日 | 日曜 13:55 - 16:20 |        |
| 愛媛県         | 愛媛朝日テレビ   | テレビ朝日系列 | 2018年6月3日 | 日曜 14:00 - 16:25 |        |
| 広島県         | 広島ホームテレビ | テレビ朝日系列 | 2018年6月8日 | 金曜 14:20 - 16:45 |        |
| 新潟県         | 新潟テレビ21     | テレビ朝日系列 | 2018年6月8日 | 金曜 14:27 - 16:50 |        |
| 福岡県         | 九州朝日放送     | テレビ朝日系列 | 2018年6月8日 | 金曜 14:28 - 16:44 |        |
| BSデジタル     | BS朝日           | -              | 2018年6月8日 | 金曜 18:30 - 20:54 |        |
| 北海道         | 北海道テレビ     | テレビ朝日系列 | 2018年6月9日 | 土曜 11:59 - 14:25 |        |

## 舞台（劇団新派）
劇団新派により舞台化され、「新派130年 初春新派公演」として2018年1月2日から1月25日まで東京・三越劇場にて初演。演出は山田洋次。平成を舞台とした初の新派作品となる。
「九月新派公演」の第二幕として2019年9月7日から9月16日まで大阪・大阪松竹座にて、9月20日から9月23日まで名古屋・御園座にて上演された。

### キャスト（劇団新派）
- 平田富子（母） - 水谷八重子
- 平田周造（父） - 田口守
- 平田幸之助（長男） - 喜多村緑郎
- 平田史枝（長男の嫁） - 石原舞子
- 金井成子（長女） - 瀬戸摩純
- 金井泰蔵（長女の夫） - 児玉真二
- 平田庄太（次男） - 喜多村一郎
- 間宮憲子（次男の恋人） - 春本由香
- 加代（小料理屋の女将） - 波乃久里子

### スタッフ（劇団新派）
- 脚本 - 山田洋次、平松恵美子（映画『家族はつらいよ』より）
- 演出 - 山田洋次
- 製作 - 松竹

## 舞台（松竹新喜劇）
『大阪の 家族はつらいよ』と題して松竹新喜劇により舞台化され、「松竹新喜劇 錦秋特別公演」の第二部として2019年11月13日から11月24日まで大阪松竹座にて上演された。舞台を大阪に移し、熟年離婚を題材に谷町六丁目に暮らす3世帯の家族の姿を描く。

### キャスト（松竹新喜劇）
- 平田周造 - 渋谷天外
- 平田富子 - 井上惠美子
- 平田幸之助 - 曽我廼家八十吉
- 平田史枝 - 川奈美弥生
- 金井泰蔵 - 曽我廼家寛太郎
- 金井成子 - 泉しずか
- 平田庄太 - 藤山扇治郎
- 間宮憲子 - 桑野藍香
- 女将 加代 - 里美羽衣子

### スタッフ（松竹新喜劇）
- 原作・脚本・演出 - 山田洋次
- 脚本・演出助手 - わかぎゑふ